# Francisco Sá (voetballer)
Francisco Pedro Manuel Sá (Las Lomitas, 25 oktober 1945) is een voormalig Argentijns profvoetballer en voetbaltrainer, die speelde als centrale verdediger. Hij kwam achtereenvolgens uit voor Huracán Corrientes, River Plate, Independiente, Boca Juniors en Gimnasia de Jujuy. Sá, bijgenaamd Pancho, maakte deel uit van de Argentijnse selectie die deelnam aan het FIFA WK 1974. Hij speelde in totaal twaalf officiële interlands voor zijn vaderland. In clubverband was Pancho erg succesvol en won met Independiente en Boca Juniors in totaal zes CONMEBOL Libertadores-titels, waarmee hij recordhouder is. Ook werd tweemaal de wereldbeker voor clubteams en tweemaal de Copa Interamericana gewonnen.

## Erelijst
Independiente
- Primera División (1): Metropolitano 1971
- CONMEBOL Libertadores (4): 1972, 1973, 1974, 1975
- Copa Interamericana: 1973, 1974
- Wereldbeker voor clubteams (1): 1973

 Boca Juniors
- Primera División (3): Metropolitano 1976, Nacional 1977, Metropolitano 1981
- CONMEBOL Libertadores (2): 1977, 1978
- Wereldbeker voor clubteams (1): 1977